# Magyar Mozgókép Fesztivál
A Magyar Mozgókép Fesztivál a Nemzeti Filmintézet és a Veszprém-Balaton 2023 – Európa Kulturális Fővárosa program szervezőivel közös filmfesztivál, ami korábban Magyar Filmszemle, majd Magyar Filmhét, és Magyar Mozgókép Szemle néven tartott hazai filmes seregszemlét újra gondolva ötvözi a 2020-ban megrendezett Veszprém-Balaton Filmpiknikkel. Ennek keretében adják át a Magyar Mozgókép Díjakat. Az első Magyar Mozgókép Fesztivált 2021. június 23–26. között rendezték.
A Magyar Filmhét, amelyet a Magyar Filmakadémia (MFA) rendezett 2014 óta a magyar filmművészet népszerűsítése, az új alkotások megismertetése érdekében, illetve évente átadták a Magyar Filmdíjakat. Megszervezéséhez 2014 és 2018 között támogatást nyújtott a Magyar Nemzeti Filmalap (MNF) és az NMHH Médiatanácsa, 2020-tól pedig a MNF bázisán 2019. december 31-én létrehozott Nemzeti Filmintézet, amikor is a Magyar Mozgókép Szemle néven rendezték meg.
A magyar film ünnepének versenyprogramja az előző évben elkészült filmekből mutat be válogatást a szakmai és nagyközönségnek, műfaji kategóriánkénti bontásban, mely filmek egyben a Filmakadémia díjaira jelölt alkotások.  A rendezvény záróeseménye a magyar filmes díjak ünnepélyes díjátadó gálája.

## Története
Magyarországon 1939-ben tartottak először országos filmszemlét és –versenyt Nemzeti Filmhét elnevezéssel. Az 1939-ben és 1940-ben Lillafüreden megrendezett mustra a második világháború miatt nem folytatódhatott. 1965-ig kellett várni, hogy ismét legyen filmes seregszemle, s megrendezzék Pécsett az I. Magyar Játékfilmszemlét. Az időközben Budapestre áthelyezett s Magyar Filmszemlének átkeresztelt rendezvény közel fél évszázadon át, 2012-ig volt az ország legrangosabb filmfesztiválja, az azon kiosztott díjak pedig a legértékesebb hazai elismerések. Az egyik főszervező, a Magyar Mozgókép Közalapítvány jogutód nélküli megszüntetését követően, a Magyar Filmművészek Szövetsége részben alkotások hiányában, részben az állandósult anyagi nehézségek miatt 2012 után már nem tudta megrendezni a fesztivált.
2014-ben folytatódhatott a hagyomány, új névvel és új struktúrában. A időközben megalakult Magyar Filmakadémia tűzte ki célul a Magyar Filmdíj létrehozását és – tagjainak szavazata alapján – kategóriánként történő kiosztását az ugyancsak általa évente megrendezett Magyar Filmhét keretében.
A rendezvény teljesen megváltoztatott szerkezete mellett az új elnevezés azért is vált szükségessé, mert a korábbi fesztiválokat szervező Magyar Filmművészek Szövetsége fenntartotta a jogot a Magyar Filmszemle névhasználatra. A névadásnál szerepet játszott az is, hogy a Filmszemle korábbi angol megnevezése mindig is Hungarian Film Week (Magyar Filmhét) volt.
2014 őszén a Filmakadémia sem szervezettségben, sem létszámában nem volt még képes egy fesztivál megrendezésére ezért az első filmhetet a Magyar Nemzeti Filmalap szervezte meg 2014. október 13. és 19. között, díjazás nélkül, mivel úgy tervezték, hogy – figyelembe véve a Filmhét után, 2014. december 31-ig bemutatott filmeket is – a díjak kiosztását a Filmakadémia hajtja végre 2015. februárjában. Az akadémia szervezése és bírósági bejegyzése azonban elhúzódott, az első taggyűlést csak 2015 januárjában tudták megtartani, ezért a díjátadót előbb 2015 őszére, majd 2016-ra, a 2. Magyar Filmhétre halasztották.
Az első két filmhetet – a Filmszemlék emlékét idézve – a Cinema City MOM Parkban rendezték (kísérő vetítésekkel a Tabán és a Puskin mozikban), a harmadikat viszont országos szinten: a budapesti Cinema City Arénán kívül, az alkotások megtekinthetők voltak még tíz vidéki városban is (Debrecen, Kaposvár, Miskolc, Nyíregyháza, Pécs, Székesfehérvár, Szeged, Szolnok, Szombathely, Szentendre).
2020. február 26–29. között Magyar Mozgókép Szemle néven rendezték meg, miután a Magyar Nemzeti Filmalap bázisán 2019. december 31-én létrehozott Nemzeti Filmintézet lett a rendezvény támogatója. 2020 szeptemberében az Európa Kulturális Fővárosa 2023 (EKF) program legelső rendezvényeként tartották meg a Veszprém–Balaton Filmpiknik fesztivált.
A Nemzeti Filmintézet és a Veszprém-Balaton 2023 – Európa Kulturális Fővárosa program szervezői újra gondolták a korábban Magyar Filmszemle, majd Magyar Filmhét és Magyar Mozgókép Szemle néven tartott hazai filmes seregszemlét, és ötvözték a 2020-ban megrendezett Veszprém-Balaton Filmpiknik rendezvénnyel Magyar Mozgókép Fesztivál néven.  Első alkalommal 2021. június 23–26. között került megrendezésre, melynek keretében adták át húsz kategóriában a Magyar Mozgókép Díjakat is az 5–5 jelöltből kiválasztott nyertes alkotásoknak és alkotóknak.

## A fesztivál megszervezése
A Filmhetet a Magyar Filmakadémia Egyesület szervezi meg évente, március elején egy budapesti központi, és több vidéki helyszínnel.
Az egy hétig tartó esemény versenyprogramjában kizárólag azok az alkotások szerepelhetnek, amelyeket valamilyen filmes műfaji kategóriában Magyar Filmdíjra neveztek. (Gyakran – a filmhét kiírásában is – „filmhétre történt nevezés, jelentkezés” kifejezést használják, ami gyakorlatilag ugyanazt jelenti.)
A rendezvény versenyprogramjába kiválasztott alkotások bemutatása mellett a Filmhét lehetőséget nyújt arra is, hogy versenyen kívüli vetítéseket, különféle előadásokat, évfordulós megemlékezéseket, közönségtalálkozókat, sajtótájékoztatókat stb. szervezzenek.
A megújult Magyar Mozgókép Fesztivált a Nemzeti Filmintézet és a Veszprém-Balaton 2023 – Európa Kulturális Fővárosa program szervezi. A Magyar Filmakadémia Egyesület szekcióiból delegált előzsűri 5 alkotást és alkotót jelöl kategóriánként a Magyar Mozgókép Díjakra, majd a tagjai közül választott zsűri dönt a nyertesekről.

### A filmhétről

#### A filmhét szekciói
- Versenyprogram – a Filmakadémia közgyűlésének döntésétől függően nyolc kategóriában:
- nagyjátékfilm
- tévéfilm
- televíziós sorozat
- egész estés animációs film
- egész estés dokumentumfilm
- kisjátékfilm
- animációs kisfilm
- rövid dokumentumfilm

- Versenyen kívül vetített filmek
  - Felújított, digitalizált kópiák;
  - Külön meghívott filmek műfaji kategóriánként (díjra, illetve versenyre nem nevezett kiemelkedő, különleges figyelmet érdemlő, vagy aktualitással bíró alkotások).

#### A filmek kiválasztása
A Filmhéten nem minden filmalkotás vesz részt, csak azok, amelyeket alkotóik előzetesen valamely műfaji kategóriába beneveztek. Nevezni az előző év január 1. és december 31. között moziforgalmazásba, illetve televíziós sugárzásba került vagy kerülő (forgalmazói szándéknyilatkozattal rendelkező), vagy nemzetközi filmfesztiválon versenyben vagy versenyen kívül szerepelt alkotásokat lehet.
Egy alkotó vagy alkotógárda több filmmel is nevezhet, ebben az esetben mindegyikről külön filmadatlapot kell beküldeni. A filmek nevezésének és regisztrációjának határideje: január 15.
A nevezéshez le kell adni egy DVD-t, a hozzá kinyomtatott adatlappal együtt, a Filmakadémia irodájába. A filmhéten történő bemutatóhoz az alkotásokat Digital Cinema Package vagy Blu-ray formátumú fizikai adathordozón kell eljuttatni az MFA-hoz. A külföldi vendégek számára szervezett vetítésekhez angol feliratos anyagot is mellékelni kell.
A Filmakadémia tagjai január 1-je és 31-e között szekciónként megnézik a benevezett filmeket és titkos szavazással választanak ki öt-öt alkotást, saját szakmájuk jelöltjeként, amelyek felkerülnek a Magyar Filmdíjra jelöltek listájára. Az így jelölt alkotásokat veszik fel a filmhét programjába, ahol levetítik azokat a nagyközönség illetve a filmes szakma részére. A díjra történt jelölések, illetve a versenyprogramba történt felvétel nyilvános bejelentése február 1-jén történik.
A díjra érdemesnek tartott alkotást az Akadémia tagjai e szűkített listáról választják ki egy újabb titkos szavazás során.

#### A filmhét díjai
A Magyar Filmakadémia kiemelt feladata az általa alapított Magyar Filmdíj éves rendszerességgel történő odaítélése, valamint átadása egy ünnepélyes díjkiosztó keretében. A díjra jelölt, illetve a Filmhét versenyprogramjába felvett filmek közül az Akadémia tagjai döntik el titkos szavazással, hogy melyek lesznek az egyes filmes kategóriák győztesei. A nagyjátékfilmek és tévéfilmek készítőinek munkáját külön alkotói kategóriákban értékelik. A díjazott kategóriák, ezzel a kiosztható díjak száma az MFA-közgyűlés döntésétől függően változhat.
2017-től a nagyközönség számára is lehetővé tették, hogy internetes úton szavazzon a legjobbnak tartott nagyjátékfilmre.
A díjak átadására az akadémia a Magyar Filmhét záróaktusaként gálaünnepséget szervez Budapest valamely színház- vagy előadótermében.

## Kritikák
A Magyar Filmakadémia, valamint rendezvénye, a Magyar Filmhét, alapításuk óta a kritika kereszttűzében áll. A rendezvénnyel szemben a következő főbb kritikákat fogalmazzák meg:
- A rendezvényszervező Magyar Filmakadémia a magyarországi filmgyártás és -finanszírozás átalakítását követően a Magyar Nemzeti Filmalap erőltetésére, a szakmai szervezetekkel való egyeztetések nélkül, a nyilvánosság kizárásával, a Magyar Filmművészek Szövetségének ellehetetlenítésére jött létre. Az ötletgazda maga döntötte el, hogy a filmszakma mely képviselővel kívánja elindítani az alapítás előkészületeit, ezzel az új szervezet és rendezvényének létrejötte politikai felhangot kapott, tovább mélyítve a szakma megosztottságát.[7]
- Eltérően a korábbi filmfesztiváloktól (Nemzeti Filmhét, Magyar Filmszemle), az azok hagyományait felvállaló Magyar Filmhét esetében nem új alkotások seregszemléjéről, azok népszerűsítéséről van szó, hanem – azzal, hogy csak már régebben moziban és televízióban bemutatott filmeket lehet nevezni – egyfajta „utánjátszó” rendezvényről. Az egykori filmszemléket izgalmas eseménnyé és igazi ünneppé tevő új filmek hiányával megszűnt az újdonság varázsa, csökkent a rendezvény vonzereje.[15][16]
- Azelőtt a filmes mustrákon független zsűrik döntöttek a díjakról, az 1990-es évektől neves külföldi kritikusok, fesztiváligazgatók, forgalmazók látogatták a filmszemlét, akik első kézből ismerhették meg a legfrissebb magyar filmtermést.[16]
- Csökkenti a rendező szervezet és a rendezvény erkölcsi súlyát, hogy a részvétel nevezéshez kötött, így a különféle okok miatt nem nevezett, ám jelentős és kikerülhetetlen alkotások óhatatlanul kimaradnak a megmérettetésből.[16]
- Mivel az akadémiai tagságnak alapfeltétele „két film elkészítése”, beszűkült a rendezvényre, illetve a díjakra befolyással bíró személyek száma, az amerikai mintára létrehozott szervezet nem képviseli a teljes filmszakma egészét. Szerencsésebb lenne, ha az európai hagyományokat követve filmkritikusok és szakújságírók, fesztiválszervezők, művészügynökök, nemzetközi értékesítési ügynökök, valamint intézményvezetők (pl. filmiskola) is tagjai lehetnének az akadémiának.[15]